# Thoutmôsis (vizir de Thoutmôsis IV et d'Amenhotep III)
Pour les articles homonymes, voir Thoutmôsis.
Thoutmôsis est un vizir de Thoutmôsis IV et d'Amenhotep III (XVIIIe dynastie). D'après une stèle dédiée à lui par son fils Ptahmose II, on sait qu'il est marié à Taouy et est père de Méryptah et de Ptahmose II, grand prêtre de Ptah à Memphis sous le règne de Thoutmôsis IV.